# Jennifer Brady
Jennifer Brady (Harrisburg, 12 april 1995) is een tennisspeelster uit de Verenigde Staten. Zij begon op achtjarige leeftijd met tennis. Zij speelt rechtshandig en heeft een tweehandige backhand.

## Loopbaan
In 2011 won zij haar eerste titel, op het ITF-dubbelspeltoernooi van Amelia Island (VS).
Sinds 2013 studeert zij aan de UCLA.
In 2014 speelde zij met een wildcard voor het eerst op een grandslamtoernooi, samen met Samantha Crawford op het vrouwendubbelspeltoernooi van het US Open. Een week na het US Open won zij haar eerste enkelspeltitel, op het ITF-toernooi van Redding (Californië).
In juli 2015 won zij haar vierde ITF-dubbelspeltitel, in El Paso (Texas). In augustus 2016 won zij haar vierde ITF-enkelspeltitel, in Granby (Canada).
In 2018 stond Brady voor het eerst in een WTA-finale, op het dubbelspeltoernooi van de Indian Wells-challenger, samen met landgenote Vania King. Zij verloren van Taylor Townsend en Yanina Wickmayer. Een jaar later bereikte zij daar de finale in het enkelspel, die zij verloor van Viktorija Golubic. In juni 2019 won zij haar vijfde dubbelspeltitel op het $100k ITF-toernooi van Surbiton (Engeland), samen met landgenote Caroline Dolehide.
In 2020 won Brady haar eerste WTA-enkelspeltitel, op het toernooi van Lexington – in de finale versloeg zij de Zwitserse Jil Teichmann. Op het US Open bereikte zij de halve finale.
In 2021 bereikte Brady de finale van het Australian Open – zij verloor de eindstrijd van de Japanse Naomi Osaka. Door dit resultaat kwam Brady binnen in de top-15 van de wereldranglijst. In april van dat jaar won zij haar eerste WTA-dubbelspeltitel, op het WTA-toernooi van Stuttgart, aan de zijde van de Australische Ashleigh Barty.

## Posities op deWTA-ranglijst
Positie per einde seizoen:
| jaar | rang enkelspel | rang dubbelspel |
| ---- | -------------- | --------------- |
| 2011 | –              | 714             |
| 2012 | –              | –               |
| 2013 | 600            | 1236            |
| 2014 | 267            | 487             |
| 2015 | 229            | 307             |
| 2016 | 111            | 380             |
| 2017 | 64             | 209             |
| 2018 | 116            | 75              |
| 2019 | 56             | 50              |
| 2020 | 24             | 72              |

## Resultaten grandslamtoernooien
| Legenda | Legenda                          |
| ------- | -------------------------------- |
| g.t.    | geen toernooi gehouden           |
| l.c.    | lagere categorie                 |
| –       | niet deelgenomen                 |
| G       | uitgeschakeld in de groepsfase   |
| 1R      | uitgeschakeld in de eerste ronde |
| 2R      | uitgeschakeld in de tweede ronde |
| 3R      | uitgeschakeld in de derde ronde  |
| 4R      | uitgeschakeld in de vierde ronde |
| KF      | uitgeschakeld in de kwartfinale  |
| HF      | uitgeschakeld in de halve finale |
| F       | de finale verloren               |
| W       | het toernooi gewonnen            |
| w-v     | winst/verlies-balans             |

### Enkelspel
| toernooi        | 2017 | 2018 | 2019 | 2020 | 2021 | 2022 | 2023 |
| --------------- | ---- | ---- | ---- | ---- | ---- | ---- | ---- |
| Australian Open | 4R   | 1R   | –    | 1R   | F    | –    | –    |
| Roland Garros   | 1R   | 2R   | 2R   | 1R   | 3R   | –    | –    |
| Wimbledon       | 2R   | 2R   | 1R   | g.t. | –    | –    | –    |
| US Open         | 4R   | 1R   | 1R   | HF   | –    | –    | 3R   |

### Vrouwendubbelspel
| toernooi        | 2014 |    | 2017 | 2018 | 2019 | 2020 | 2021 |
| --------------- | ---- | -- | ---- | ---- | ---- | ---- | ---- |
| Australian Open | –    | –  | KF   | HF   | KF   | 2R   |      |
| Roland Garros   | –    | 2R | 3R   | 1R   | 2R   |      |      |
| Wimbledon       | –    | 1R | 2R   | 2R   | g.t. |      |      |
| US Open         | 1R   | 1R | 2R   | 1R   | 1R   |      |      |

## Palmares
| Legenda                 |
| ----------------------- |
| Grandslamtoernooi       |
| Olympische Spelen       |
| Year-End Championships  |
| Premier Mandatory       |
| Premier Five / WTA 1000 |
| Premier / WTA 500       |
| International / WTA 250 |
| Challenger / WTA 125    |

### Overwinningen op een regerend nummer 1
Brady heeft tot op heden eenmaal een partij tegen een op dat ogenblik heersend leider van de wereldranglijst gewonnen (peildatum 9 januari 2020):
| nr. | datum      | toernooi     | ronde        | tegenstandster | score    |         |
| --- | ---------- | ------------ | ------------ | -------------- | -------- | ------- |
| 1.  | 2020-01-09 | WTA Brisbane | tweede ronde | Ashleigh Barty | 6-4, 7-6 | details |

### WTA-finaleplaatsen enkelspel
| nr.              | finale     | toernooi              | ondergrond | tegenstandster    | score         |         |
| ---------------- | ---------- | --------------------- | ---------- | ----------------- | ------------- | ------- |
| gewonnen finales |            |                       |            |                   |               |         |
| 1.               | 2020-08-16 | WTA Lexington         | hardcourt  | Jil Teichmann     | 6-3, 6-4      | details |
| verloren finales |            |                       |            |                   |               |         |
| 1.               | 2019-03-03 | WTA Indian Wells 125K | hardcourt  | Viktorija Golubic | 6-3, 5-7, 3-6 | details |
| 2.               | 2021-02-20 | Australian Open       | hardcourt  | Naomi Osaka       | 4-6, 3-6      | details |

### WTA-finaleplaatsen vrouwendubbelspel
| nr.              | finale     | toernooi              | ondergrond | partner        | tegenstandsters                        | score            |         |
| ---------------- | ---------- | --------------------- | ---------- | -------------- | -------------------------------------- | ---------------- | ------- |
| 1.               | 2021-04-25 | WTA Stuttgart         | gravel (i) | Ashleigh Barty | Desirae Krawczyk Bethanie Mattek-Sands | 6-4, 5-7, [10-5] | details |
| verloren finales |            |                       |            |                |                                        |                  |         |
| 1.               | 2018-03-03 | WTA Indian Wells 125K | hardcourt  | Vania King     | Taylor Townsend Yanina Wickmayer       | 4-6, 4-6         | details |